# Aire urbaine de Genève - Annemasse (partie française)
L'aire urbaine de Genève - Annemasse (partie française) était une aire urbaine française centrée sur les 34 communes de l'unité urbaine de Genève - Annemasse (partie française), qui tire son nom des villes de Genève (en Suisse) et Annemasse (en France).
La notion d’aire urbaine ayant été dépréciée en faveur de la notion d’aire d’attraction, cette zone est maintenant l’aire d’attraction de Genève - Annemasse (partie française).

## Caractéristiques
D'après la définition qu'en donnait l'INSEE dans le zonage de 2010, l'aire urbaine de Genève - Annemasse (partie française) était composée de 114 communes, dont 90 étaient situées dans la Haute-Savoie et 24 dans l'Ain. En 2013, ses 300 200 habitants faisaient d'elle la 33e aire urbaine de France par sa population. Ces chiffres ne concernaient que la partie française de l'agglomération de Genève, ville-centre située en Suisse. La partie suisse de l'aire urbaine de Genève étant peuplée de 535 565 habitants au 1er janvier 2012, l'aire urbaine transfrontalière avait 827 745 habitants à cette date.
34 communes de l'aire urbaine appartenaient à un grand pôle urbain, c'est-à-dire à une unité urbaine ayant au moins 10 000 emplois, celle de Genève - Annemasse (partie française).
Le tableau suivant détaille la répartition de l'aire urbaine sur les deux départements (les pourcentages s'entendent en proportion du département) :
| Département  | Communes | Communes (%) | Superficie (km²) | Superficie (%) | Population (2013) | Population (%) |
| ------------ | -------- | ------------ | ---------------- | -------------- | ----------------- | -------------- |
| Haute-Savoie | 90       | 30,6         | 858,62           | 19,6           | 215 484           | 28,0           |
| Ain          | 24       | 5,7          | 318,83           | 5,5            | 84 716            | 13,7           |

## Communes
Voici la liste des communes françaises de l'aire urbaine de Genève - Annemasse (partie française).
| Code INSEE | Commune                  | Catégorie                                         | Département  | Superficie (km²) | Population (2013) | Densité (hab./km²) |
| ---------- | ------------------------ | ------------------------------------------------- | ------------ | ---------------- | ----------------- | ------------------ |
| 01071      | Cessy                    | Commune appartenant à la couronne d'un grand pôle | Ain          | +0006,55         | +0004 724,        | +0708,             |
| 01078      | Challex                  | Commune appartenant à la couronne d'un grand pôle | Ain          | +0008,67         | +0001 385,        | +0160,             |
| 01103      | Chevry                   | Commune appartenant à la couronne d'un grand pôle | Ain          | +0005,84         | +0001 395,        | +0239,             |
| 01109      | Collonges                | Commune appartenant à la couronne d'un grand pôle | Ain          | +0016,25         | +0002 104,        | +0130,             |
| 01135      | Crozet                   | Commune appartenant à la couronne d'un grand pôle | Ain          | +0027,47         | +0002 015,        | +0073,             |
| 01143      | Divonne-les-Bains        | Commune appartenant à la couronne d'un grand pôle | Ain          | +0033,88         | +0008 762,        | +0259,             |
| 01153      | Échenevex                | Commune appartenant à la couronne d'un grand pôle | Ain          | +0016,44         | +0001 904,        | +0116,             |
| 01158      | Farges                   | Commune appartenant à la couronne d'un grand pôle | Ain          | +0014,28         | +0 000946,        | +0066,             |
| 01160      | Ferney-Voltaire          | Commune appartenant à un grand pôle               | Ain          | +0004,78         | +0009 236,        | +1 932,            |
| 01173      | Gex                      | Commune appartenant à la couronne d'un grand pôle | Ain          | +0032,02         | +0010 893,        | +0340,             |
| 01180      | Grilly                   | Commune appartenant à la couronne d'un grand pôle | Ain          | +0007,5          | +0 000780,        | +0104,             |
| 01209      | Léaz                     | Commune appartenant à la couronne d'un grand pôle | Ain          | +0011,4          | +0 000650,        | +0057,             |
| 01281      | Ornex                    | Commune appartenant à un grand pôle               | Ain          | +0005,64         | +0004 276,        | +0758,             |
| 01288      | Péron                    | Commune appartenant à la couronne d'un grand pôle | Ain          | +0026,01         | +0002 437,        | +0094,             |
| 01308      | Pougny                   | Commune appartenant à la couronne d'un grand pôle | Ain          | +0007,77         | +0 000815,        | +0105,             |
| 01313      | Prévessin-Moëns          | Commune appartenant à un grand pôle               | Ain          | +0012,09         | +0007 560,        | +0626,             |
| 01354      | Saint-Genis-Pouilly      | Commune appartenant à un grand pôle               | Ain          | +0009,77         | +0009 635,        | +0986,             |
| 01360      | Saint-Jean-de-Gonville   | Commune appartenant à la couronne d'un grand pôle | Ain          | +0012,36         | +0001 547,        | +0125,             |
| 01397      | Sauverny                 | Commune appartenant à la couronne d'un grand pôle | Ain          | +0001,89         | +0001 059,        | +0560,             |
| 01399      | Ségny                    | Commune appartenant à la couronne d'un grand pôle | Ain          | +0003,24         | +0001 873,        | +0578,             |
| 01401      | Sergy                    | Commune appartenant à un grand pôle               | Ain          | +0009,46         | +0002 028,        | +0214,             |
| 01419      | Thoiry                   | Commune appartenant à un grand pôle               | Ain          | +0028,93         | +0006 006,        | +0208,             |
| 01435      | Versonnex                | Commune appartenant à la couronne d'un grand pôle | Ain          | +0005,89         | +0002 157,        | +0366,             |
| 01436      | Vesancy                  | Commune appartenant à la couronne d'un grand pôle | Ain          | +0010,7          | +0 000527,        | +0049,             |
| 74008      | Ambilly                  | Commune appartenant à un grand pôle               | Haute-Savoie | +0001,25         | +0006 092,        | +4 874,            |
| 74009      | Andilly                  | Commune appartenant à la couronne d'un grand pôle | Haute-Savoie | +0006,07         | +0 000806,        | +0133,             |
| 74012      | Annemasse                | Commune appartenant à un grand pôle               | Haute-Savoie | +0004,98         | +0034 261,        | +6 880,            |
| 74015      | Arbusigny                | Commune appartenant à la couronne d'un grand pôle | Haute-Savoie | +0012,25         | +0001 053,        | +0086,             |
| 74016      | Archamps                 | Commune appartenant à un grand pôle               | Haute-Savoie | +0010,69         | +0002 585,        | +0242,             |
| 74021      | Arthaz-Pont-Notre-Dame   | Commune appartenant à un grand pôle               | Haute-Savoie | +0005,96         | +0001 351,        | +0227,             |
| 74025      | Ballaison                | Commune appartenant à la couronne d'un grand pôle | Haute-Savoie | +0013,3          | +0001 460,        | +0110,             |
| 74031      | Beaumont                 | Commune appartenant à la couronne d'un grand pôle | Haute-Savoie | +0009,74         | +0002 443,        | +0251,             |
| 74037      | Boëge                    | Commune appartenant à un grand pôle               | Haute-Savoie | +0016,           | +0001 697,        | +0106,             |
| 74038      | Bogève                   | Commune appartenant à la couronne d'un grand pôle | Haute-Savoie | +0007,           | +0001 033,        | +0148,             |
| 74040      | Bonne                    | Commune appartenant à un grand pôle               | Haute-Savoie | +0008,58         | +0003 135,        | +0365,             |
| 74043      | Bons-en-Chablais         | Commune appartenant à la couronne d'un grand pôle | Haute-Savoie | +0019,09         | +0005 235,        | +0274,             |
| 74044      | Bossey                   | Commune appartenant à un grand pôle               | Haute-Savoie | +0003,88         | +0 000868,        | +0224,             |
| 74048      | Brenthonne               | Commune appartenant à la couronne d'un grand pôle | Haute-Savoie | +0008,38         | +0 000940,        | +0112,             |
| 74050      | Burdignin                | Commune appartenant à la couronne d'un grand pôle | Haute-Savoie | +0009,87         | +0 000613,        | +0062,             |
| 74051      | Cercier                  | Commune appartenant à la couronne d'un grand pôle | Haute-Savoie | +0011,46         | +0 000627,        | +0055,             |
| 74052      | Cernex                   | Commune appartenant à la couronne d'un grand pôle | Haute-Savoie | +0012,66         | +0 000949,        | +0075,             |
| 74053      | Cervens                  | Commune appartenant à la couronne d'un grand pôle | Haute-Savoie | +0006,36         | +0001 132,        | +0178,             |
| 74059      | La Chapelle-Rambaud      | Commune appartenant à la couronne d'un grand pôle | Haute-Savoie | +0004,27         | +0 000243,        | +0057,             |
| 74065      | Chaumont                 | Commune appartenant à la couronne d'un grand pôle | Haute-Savoie | +0012,38         | +0 000432,        | +0035,             |
| 74066      | Chavannaz                | Commune appartenant à la couronne d'un grand pôle | Haute-Savoie | +0003,17         | +0 000196,        | +0062,             |
| 74069      | Chênex                   | Commune appartenant à la couronne d'un grand pôle | Haute-Savoie | +0005,38         | +0 000730,        | +0136,             |
| 74070      | Chens-sur-Léman          | Commune appartenant à la couronne d'un grand pôle | Haute-Savoie | +0012,56         | +0002 122,        | +0195,             |
| 74071      | Chessenaz                | Commune appartenant à la couronne d'un grand pôle | Haute-Savoie | +0005,23         | +0 000196,        | +0038,             |
| 74074      | Chevrier                 | Commune appartenant à la couronne d'un grand pôle | Haute-Savoie | +0005,35         | +0 000442,        | +0083,             |
| 74077      | Clarafond-Arcine         | Commune appartenant à la couronne d'un grand pôle | Haute-Savoie | +0016,88         | +0 000898,        | +0053,             |
| 74082      | Collonges-sous-Salève    | Commune appartenant à un grand pôle               | Haute-Savoie | +0006,13         | +0003 884,        | +0634,             |
| 74086      | Contamine-Sarzin         | Commune appartenant à la couronne d'un grand pôle | Haute-Savoie | +0006,86         | +0 000607,        | +0089,             |
| 74087      | Contamine-sur-Arve       | Commune appartenant à un grand pôle               | Haute-Savoie | +0006,92         | +0001 738,        | +0251,             |
| 74088      | Copponex                 | Commune appartenant à la couronne d'un grand pôle | Haute-Savoie | +0009,21         | +0 000982,        | +0107,             |
| 74094      | Cranves-Sales            | Commune appartenant à un grand pôle               | Haute-Savoie | +0013,61         | +0006 292,        | +0462,             |
| 74096      | Cruseilles               | Commune appartenant à la couronne d'un grand pôle | Haute-Savoie | +0025,41         | +0004 288,        | +0166,             |
| 74101      | Dingy-en-Vuache          | Commune appartenant à la couronne d'un grand pôle | Haute-Savoie | +0007,18         | +0 000644,        | +0090,             |
| 74105      | Douvaine                 | Commune appartenant à la couronne d'un grand pôle | Haute-Savoie | +0010,55         | +0005 302,        | +0503,             |
| 74106      | Draillant                | Commune appartenant à la couronne d'un grand pôle | Haute-Savoie | +0010,41         | +0 000747,        | +0072,             |
| 74118      | Étrembières              | Commune appartenant à un grand pôle               | Haute-Savoie | +0005,43         | +0002 172,        | +0400,             |
| 74122      | Faucigny                 | Commune appartenant à un grand pôle               | Haute-Savoie | +0004,91         | +0 000540,        | +0110,             |
| 74124      | Feigères                 | Commune appartenant à la couronne d'un grand pôle | Haute-Savoie | +0007,66         | +0001 554,        | +0203,             |
| 74126      | Fessy                    | Commune appartenant à la couronne d'un grand pôle | Haute-Savoie | +0008,53         | +0 000830,        | +0097,             |
| 74128      | Fillinges                | Commune appartenant à un grand pôle               | Haute-Savoie | +0011,67         | +0003 278,        | +0281,             |
| 74133      | Gaillard                 | Commune appartenant à un grand pôle               | Haute-Savoie | +0004,02         | +0011 723,        | +2 916,            |
| 74139      | Habère-Lullin            | Commune appartenant à la couronne d'un grand pôle | Haute-Savoie | +0008,86         | +0 000921,        | +0104,             |
| 74140      | Habère-Poche             | Commune appartenant à la couronne d'un grand pôle | Haute-Savoie | +0011,96         | +0001 316,        | +0110,             |
| 74144      | Jonzier-Épagny           | Commune appartenant à la couronne d'un grand pôle | Haute-Savoie | +0007,16         | +0 000733,        | +0102,             |
| 74145      | Juvigny                  | Commune appartenant à un grand pôle               | Haute-Savoie | +0002,71         | +0 000641,        | +0236,             |
| 74150      | Loisin                   | Commune appartenant à la couronne d'un grand pôle | Haute-Savoie | +0007,86         | +0001 458,        | +0186,             |
| 74153      | Lucinges                 | Commune appartenant à un grand pôle               | Haute-Savoie | +0007,69         | +0001 630,        | +0212,             |
| 74156      | Lully                    | Commune appartenant à la couronne d'un grand pôle | Haute-Savoie | +0004,86         | +0 000684,        | +0141,             |
| 74158      | Machilly                 | Commune appartenant à un grand pôle               | Haute-Savoie | +0005,76         | +0001 015,        | +0176,             |
| 74162      | Marcellaz                | Commune appartenant à un grand pôle               | Haute-Savoie | +0004,17         | +0 000909,        | +0218,             |
| 74168      | Marlioz                  | Commune appartenant à la couronne d'un grand pôle | Haute-Savoie | +0008,12         | +0 000763,        | +0094,             |
| 74171      | Massongy                 | Commune appartenant à la couronne d'un grand pôle | Haute-Savoie | +0009,           | +0001 598,        | +0163,             |
| 74174      | Mégevette                | Commune appartenant à la couronne d'un grand pôle | Haute-Savoie | +0021,66         | +0 000560,        | +0026,             |
| 74177      | Menthonnex-en-Bornes     | Commune appartenant à la couronne d'un grand pôle | Haute-Savoie | +0008,48         | +0001 039,        | +0123,             |
| 74180      | Messery                  | Commune appartenant à la couronne d'un grand pôle | Haute-Savoie | +0009,22         | +0002 153,        | +0233,             |
| 74184      | Minzier                  | Commune appartenant à la couronne d'un grand pôle | Haute-Savoie | +0008,79         | +0 000909,        | +0103,             |
| 74185      | Monnetier-Mornex         | Commune appartenant à un grand pôle               | Haute-Savoie | +0011,4          | +0002 332,        | +0205,             |
| 74193      | La Muraz                 | Communeappartenant à la couronne d'un grand pôle  | Haute-Savoie | +0014,38         | +0001 060,        | +0074,             |
| 74197      | Nangy                    | Commune appartenant à un grand pôle               | Haute-Savoie | +0004,35         | +0001 608,        | +0370,             |
| 74199      | Nernier                  | Commune appartenant à la couronne d'un grand pôle | Haute-Savoie | +0001,82         | +0 000476,        | +0262,             |
| 74201      | Neydens                  | Commune appartenant à un grand pôle               | Haute-Savoie | +0006,96         | +0001 677,        | +0241,             |
| 74205      | Onnion                   | Commune appartenant à la couronne d'un grand pôle | Haute-Savoie | +0018,97         | +0001 266,        | +0067,             |
| 74209      | Peillonnex               | Commune appartenant à la couronne d'un grand pôle | Haute-Savoie | +0006,4          | +0001 391,        | +0217,             |
| 74210      | Perrignier               | Commune appartenant à la couronne d'un grand pôle | Haute-Savoie | +0007,85         | +0001 647,        | +0210,             |
| 74211      | Pers-Jussy               | Commune appartenant à un grand pôle               | Haute-Savoie | +0018,68         | +0002 807,        | +0150,             |
| 74216      | Présilly                 | Commune appartenant à la couronne d'un grand pôle | Haute-Savoie | +0008,66         | +0 000757,        | +0087,             |
| 74220      | Reignier-Ésery           | Commune appartenant à un grand pôle               | Haute-Savoie | +0025,08         | +0 000724,        | +0289,             |
| 74226      | Saint-André-de-Boëge     | Commune appartenant à la couronne d'un grand pôle | Haute-Savoie | +0012,6          | +0 000587,        | +0047,             |
| 74228      | Saint-Blaise             | Commune appartenant à la couronne d'un grand pôle | Haute-Savoie | +0002,55         | +0 000351,        | +0138,             |
| 74229      | Saint-Cergues            | Commune appartenant à un grand pôle               | Haute-Savoie | +0012,55         | +0003 362,        | +0268,             |
| 74240      | Saint-Jean-de-Tholome    | Commune appartenant à la couronne d'un grand pôle | Haute-Savoie | +0012,37         | +0 000884,        | +0072,             |
| 74241      | Saint-Jeoire             | Commune appartenant à la couronne d'un grand pôle | Haute-Savoie | +0022,75         | +0003 214,        | +0141,             |
| 74243      | Saint-Julien-en-Genevois | Commune appartenant à un grand pôle               | Haute-Savoie | +0015,           | +0012 561,        | +1 186,            |
| 74259      | Le Sappey                | Commune appartenant à la couronne d'un grand pôle | Haute-Savoie | +0013,72         | +0 000383,        | +0028,             |
| 74260      | Savigny                  | Commune appartenant à la couronne d'un grand pôle | Haute-Savoie | +0010,52         | +0 000800,        | +0076,             |
| 74261      | Saxel                    | Commune appartenant à la couronne d'un grand pôle | Haute-Savoie | +0005,63         | +0 000436,        | +0077,             |
| 74284      | La Tour                  | Commune appartenant à la couronne d'un grand pôle | Haute-Savoie | +0007,73         | +0001 240,        | +0160,             |
| 74288      | Valleiry                 | Commune appartenant à la couronne d'un grand pôle | Haute-Savoie | +0006,95         | +0003 835,        | +0552,             |
| 74293      | Veigy-Foncenex           | Commune appartenant à la couronne d'un grand pôle | Haute-Savoie | +0013,           | +0003 483,        | +0268,             |
| 74296      | Vers                     | Commune appartenant à la couronne d'un grand pôle | Haute-Savoie | +0005,91         | +0 000763,        | +0129,             |
| 74298      | Vétraz-Monthoux          | Commune appartenant à un grand pôle               | Haute-Savoie | +0007,11         | +0007 781,        | +1 094,            |
| 74301      | Villard                  | Commune appartenant à la couronne d'un grand pôle | Haute-Savoie | +0007,42         | +0 000757,        | +0102,             |
| 74304      | Ville-en-Sallaz          | Commune appartenant à la couronne d'un grand pôle | Haute-Savoie | +0003,37         | +0 000817,        | +0242,             |
| 74305      | Ville-la-Grand           | Commune appartenant à un grand pôle               | Haute-Savoie | +0004,49         | +0008 351,        | +1 860,            |
| 74306      | Villy-le-Bouveret        | Commune appartenant à la couronne d'un grand pôle | Haute-Savoie | +0003,49         | +0 000608,        | +0174,             |
| 74309      | Viry                     | Commune appartenant à la couronne d'un grand pôle | Haute-Savoie | +0026,16         | +0004 236,        | +0162,             |
| 74311      | Viuz-en-Sallaz           | Commune appartenant à la couronne d'un grand pôle | Haute-Savoie | +0020,99         | +0004 001,        | +0191,             |
| 74313      | Vovray-en-Bornes         | Commune appartenant à la couronne d'un grand pôle | Haute-Savoie | +0006,57         | +0 000404,        | +0062,             |
| 74314      | Vulbens                  | Commune appartenant à la couronne d'un grand pôle | Haute-Savoie | +0012,53         | +0001 275,        | +0102,             |
| 74315      | Yvoire                   | Commune appartenant à la couronne d'un grand pôle | Haute-Savoie | +0003,12         | +0 000901,        | +0289,             |
| 037        | Total aire urbaine       |                                                   |              | +1 177,45        | +0300 200,        | +0256,             |

## Évolution démographique
L'évolution démographique ci-dessous concerne l'aire urbaine dans la délimitation de 2010.
| 1968    | 1975    | 1982    | 1990    | 1999    | 2006    | 2008    | 2011    |
| ------- | ------- | ------- | ------- | ------- | ------- | ------- | ------- |
| 108 251 | 142 550 | 161 479 | 194 444 | 218 307 | 250 838 | 262 822 | 284 525 |

| 2013    | - | - | - | - | - | - | - |
| ------- | - | - | - | - | - | - | - |
| 300 200 | - | - | - | - | - | - | - |